# Edmund Henry Barker
Edmund Henry Barker (Hollym, Yorkshire, 22 de dezembro de 1788 – Londres, 21 de março de 1839) foi um estudioso clássico britânico.

## Biografia
Barker nasceu em Hollym, Yorkshire. Entrou no Trinity College, Cambridge, como um estudioso em 1807, mas deixou a universidade sem um diploma, sendo impedido por escrúpulos religiosos de fazer o Juramento de Supremacia então exigido. Ele já havia obtido (em 1809) a medalha Browne para epigramas gregos e latinos.
Depois de atuar como amanuense para o famoso Samuel Parr, o vigário de Hatton em Warwickshire, ele se casou e se estabeleceu em Thetford, em Norfolk, onde viveu por cerca de vinte e cinco anos. Tinha o hábito de adicionar as iniciais O.T.N. (of Thetford, Norfolk) para a folha de rosto de suas obras publicadas. Mais tarde na vida, ele se envolveu em um processo judicial em conexão com um testamento, e assim exauriu seus recursos. Em 1837-1838, foi prisioneiro por dívidas na prisão de King's Bench e na Fleet. Morreu em Londres em 21 de março de 1839.

## Obras
Barker foi um escritor prolífico em assuntos clássicos e outros. Além de contribuir para o Classical Journal, editou trechos de vários autores clássicos para uso em escolas. Foi um dos primeiros comentaristas a escrever notas em inglês em vez de latim. Em um volume de cartas, ele contestou as alegações de Philip Francis sobre a autoria das Cartas de Junius; seu Parriana (1828), baseado em Samuel Parr, foi uma vasta compilação de anedotas e críticas literárias. Ele também viu pela imprensa a edição em inglês do Classical Dictionary de John Lemprière (revisado por Charles Anthon) e do Webster's English Dictionary.
É como lexicógrafo, entretanto, que Barker é mais conhecido. Enquanto estava em Hatton, ele planejou uma nova edição do Thesaurus Graecae Linguae de Stephanus. O trabalho foi realizado por Abraham John Valpy e, embora não expressamente declarado, entendeu-se que Barker foi o editor responsável. Quando algumas partes apareceram, foram severamente criticadas no Quarterly Review (xxii., 1820) por Edward Valentine Blomfield; o resultado foi a redução do plano original de trabalho e a omissão do nome de Barker em relação a ele. Foi concluído em doze volumes (1816-1828). As críticas do Quarterly foram respondidas por Barker em seu Aristarchus Anti-Blomfieldianus, que, embora não convincente, foi por sua vez respondido por James Henry Monk.
Barker produziu uma nova edição (1829) do Thesaurus Ellipsium Latinarum de Elias Palairet. Ele também publicou notas sobre o Etymologicum Gudianum e colaborou com o professor George Dunbar de Edimburgo na produção do Greek and English Lexicon (1831).
A editio princeps (1820) do Περὶ τόνων, o tratado sobre a prosódia às vezes atribuído a Arcádio de Antioquia, foi publicada por Barker a partir de um manuscrito de Paris. Os estudiosos continentais tinham uma opinião mais favorável de Barker do que os britânicos. Ele expressou desprezo pela crítica verbal da leitura atenta no estilo de Richard Porson.